# فيرجينيا سيتي
فيرجينيا سيتي (بالإنجليزية: Virginia City)‏ هو مكان مخصص للتعداد وهو مركز مقاطعة ستوري في ولاية نيفادا في الولايات المتحدة. وهي جزء من منطقة رينو سباركس العمرانية.
نشأت فرجينيا سيتي وازدهرت بعد اكتشاف عرق كومستوك في عام 1859، وهو أول اكتشاف لاحتياطيات الفضة الرئيسية في الولايات المتحدة، وافتتحت بعدها العديد من المناجم. قدر عدد السكان في ذروتها في منتصف سبعينات القرن التاسع عشر بنحو 25,000 نسمة. انخفض إنتاج المناجم بعد عام 1878، وانحسرت المدينة نفسها نتيجة لذلك. بلغ عدد سكان فرجينيا سيتي 855 نسمة حسب تعداد عام 2010،  ويعيش 4,000 نسمة في مقاطعة ستوري.

## التركيبة السكانية
حدّد مكتب تعداد الولايات المتحدة بيانات التركيبة السكانية لفيرجينيا سيتي في تعداد الولايات المتحدة. في ما يلي، التركيبة السكانية حسب تعدادي 2000 و2010.

### تعداد عام 2010
بلغ عدد سكان فيرجينيا سيتي 855 نسمة بحسب تعداد عام 2010، وبلغ عدد الأسر 410 أسرة وعدد العائلات 228 عائلة مقيمة في المدينة. في حين سجلت الكثافة السكانية 388.6 نسمة لكل كيلومتر مربع (1,006.5/ميل2). وبلغ عدد الوحدات السكنية 488 وحدة بمتوسط كثافة قدره 221.8 لكل كيلومتر مربع (574.5/ميل2).
وتوزع التركيب العرقي للمدينة بنسبة 91.58% من البيض و0.35% من الأمريكيين الأفارقة و1.75% من الأمريكيين الأصليين و0.94% من الأمريكيين ذوي الأصول الآسيوية و0.35% من سكان جزر المحيط الهادئ و2.34% من الأعراق الأخرى و2.69% من عرقين مختلطين أو أكثر و5.15% من الهسبانيون أو اللاتينيون من أي عرق.
بلغ عدد الأسر 410 أسرة كانت نسبة 19.5% منها لديها أطفال تحت سن الثامنة عشر تعيش معهم، وبلغت نسبة الأزواج القاطنين مع بعضهم البعض 43.2% من أصل المجموع الكلي للأسر، ونسبة 8.8% من الأسر كان لديها معيلات من الإناث دون وجود شريك، بينما كانت نسبة 3.7% من الأسر لديها معيلون من الذكور دون وجود شريكة وكانت نسبة 44.4% من غير العائلات. تألفت نسبة 33.9% من أصل جميع الأسر من عدة أفراد يعيشون في نفس المنزل ونسبة 10.2% كانت تتألف من شخص يعيش بمفرده يبلغ من العمر 65 عاماً أو أكثر. وبلغ متوسط حجم الأسرة المعيشية 2.07، أما متوسط حجم العائلات فبلغ 2.61.
بلغ العمر الوسطي للسكان 52.3 عاماً. وكانت نسبة 16.5% من القاطنين تحت سن الثامنة عشر، وكانت نسبة 4.6% بين الثامنة عشر والرابعة والعشرين عاماً، ونسبة 16.7% كانت واقعةً في الفئة العمرية ما بين الخامسة والعشرين والرابعة والأربعين عاماً، ونسبة 43% كانت ما بين الخامسة والأربعين والرابعة والستين، ونسبة 19.2% كانت ضمن فئة الخامسة والستين عاماً فما فوق. وتوزع التركيب الجنسي للسكان بنسبة 51.2% ذكور و48.8% إناث.

## أعلام
- بيتر كلارنس غيرهارد
- ستيوارت تريتلي
- هوبارت كافانو
- كاري كلارك وارد